# Campania lui Alexandru cel Mare din Balcani
Campania lui Alexandru din Balcani s-a derulat pe parcursul anului 335 î.Hr., împotriva foștilor vasali ai Macedoniei care s-au revoltat după asasinarea lui Filip al II-lea. Succesul lui Alexandru de a pacifica zona într-un timp foarte scurt, i-a permis ca anul viitor (336 î.Hr.) să invadeze Imperiul Persan  al lui Darius al III-lea.

## Cauze

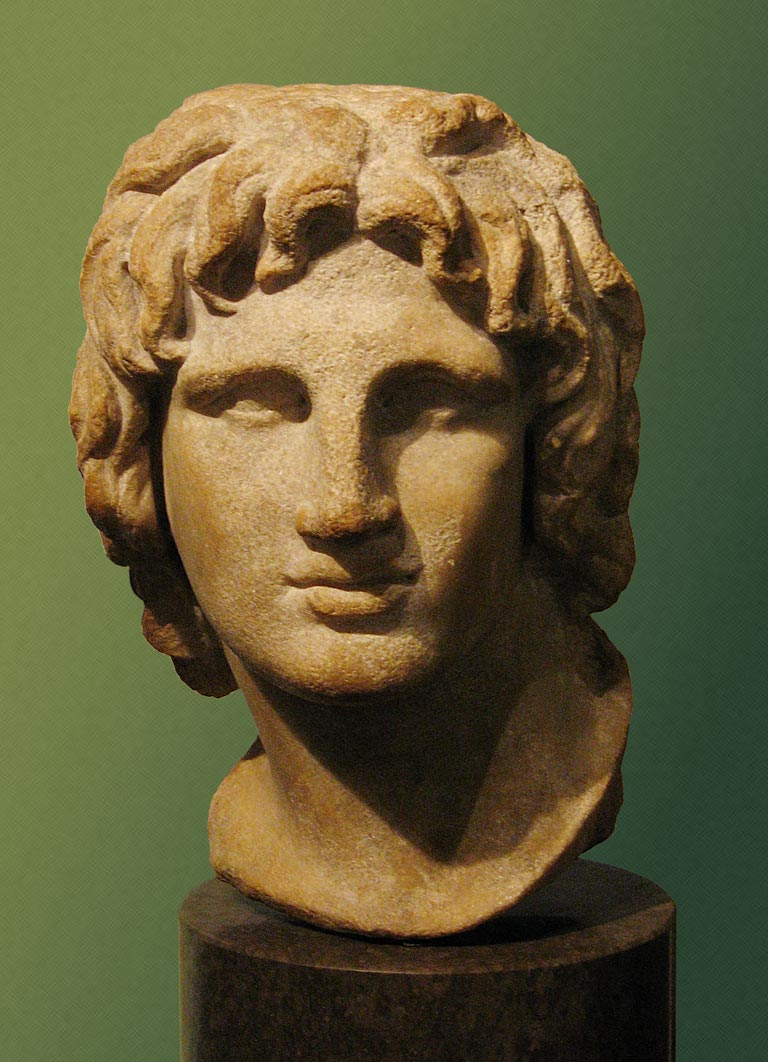
Bustul tânărului Alexandru

În 336 î.Hr., Filip al II-lea al Macedoniei, tatăl lui Alexandru, este asasinat de către Pausanius, căpitanul gărzii personale, în timpul nunții dintre fiica și fratele Olimpiei. Armata și nobilimea macedoneană îl proclamă pe fiul lui Filip, Alexandru, ca rege al Macedoniei.
Vestea morții lui Filip a bucurat multe state, precum Teba, Atena, Tesalia și triburile trace și ilire, la gândul ieșirii din sfera de influență macedoneană. Alexandru, la auzul că statele vasale supuse de tatăl său s-au ridicat împotriva Macedoniei, a strâns în grabă 3.000 de călăreți cu care s-a îndreptat înspre Tesalia, în sud. În ciuda rugăminților nobililor care doreau o cale diplomatică de a-i împăca pe beligeranți.

## TesaliașiPeloponezul
În fruntea celor 3.000 de călăreți, Alexandru găsește oastea tesaliană staționând în trecătoare dintre muntele Olimp și muntele Ossa. Acesta dă ordin oamenilor săi să treacă muntele Ossa, obligându-i pe tesalieni să se predea și să se alăture campaniei sale de pedepsire.
Continuându-și drumul spre sud, spre Peloponez, Alexandru este recunoscut în apropriere de Termopile ca lider al Ligii Sfânte. Atena cere pace regelui macedonean, care dă dovadă de o bunăvoință demnă de un conducător și iartă nesupunerea cetății. La Corint i se acordă titlul de hegemon (titlul conducătorului forțelor grecești), tot aici află de ridicare la nord a tracilor de sub vălul influenței macedonene.

## Tracia
Cu scopul de a-și asigura nordul țării înainte de a invada Asia, acesta avansează în Tracia pentru a înăbuși revolta iscată de tribali (trib ce domina sudul Serbiei și vestul Bulgariei de astăzi). Langarus, conducătorul agrianilor (trib tracic ce stăpâneau o zonă restrânsă din teritoriul Bulgariei moderne) și bun prieten al lui Alexandru, i se alătură. 

### Bătălia de la muntele Haemus
Oastea macedoneană a mărșăluit până la muntele Haemus, unde zărește o garnizoană tracă. Tracii creaseră o palisadă din care răsturnate pentru a împiedica o înaintare rapidă a forțelor Macedoniei. Alexandru a poruncit înaintarea cavaleriei grele pentru a distruge elementul de fortificație. După ce palisada a fost înlăturată, arcașii lui Alexandru au dat drumul unei ploi de săgeți pentru a permite infanteriei să se aproprie de traci.
Între timp, regele tribalilor, Syrmus, și armata sa au avansat în spatele macedonenilor, poziționându-se într-un defileu. Regele Macedoniei l-a urmărit,  l-a atacat și a distrus detașamentul tribal, lăsând în urma sa 3.000 de morți. 
Înaintând spre Dunăre, unde au întâlnit triburile geților pe malul opus. Un contingent macedonean format din  4.000 de infanteriști și 1.500 de călăreți au traversat fluviul. Aceștia vor înfrunta 14.000 de geți, ce se vor retrage și vor lăsa cetatea în mâna oamenilor lui Alexandru.

## Iliria

Harta triburilor ilire

Securizare vestului Macedoniei era esențial pentru rezultatul viitoarei campanii din Asia. Asediul Peliumului, cetate iliră din Albania de astăzi, a permis lui Alexandru o întoarcere rapidă pentru a înăbuși revolta Tebei din Grecia. 

### Asediul Peliumului
Alexandru în fruntea a 15.000 de soldați dorea a ocupa Peliumul, învingându-i separat pe regele Glaukias, conducătorul tribului taulanti, și Cleitus. Cleitus deținea orașul, iar Glaukias în fruntea unei oști se îndreaptă spre oraș. Primul obiectiv al generalului macedonean a fost așezarea taberei.
Regele Macedoniei începe asaltul fortăreței ilire, dar sosirea a doua zi a sprijinului lui Glaukias l-a obligat să se retragă și să renunțe la avansul câștigat în ziua precedentă. Forțat să se retragă și depășit numeric de barbari, Alexandru s-a aflat într-o situație periculoasă, iar neliniște în lumea greacă creată de Teba amenința hegemonia Macedoniei.
Alexandru a așteptat venirea barbarilor care doreau anihilarea forțelor inamice și l-a trimis pe Philotas, unul dintre locotenenți săi, să fure provizii.
Alexandru, într-un final, înfrânge trupele ilire datorită invincibilei sale falăngi și neglijenței barbarilor. Bătălia s-a soldat cu moartea a multor din soldați și capturarea unui număr mare de iliri.

## Teba

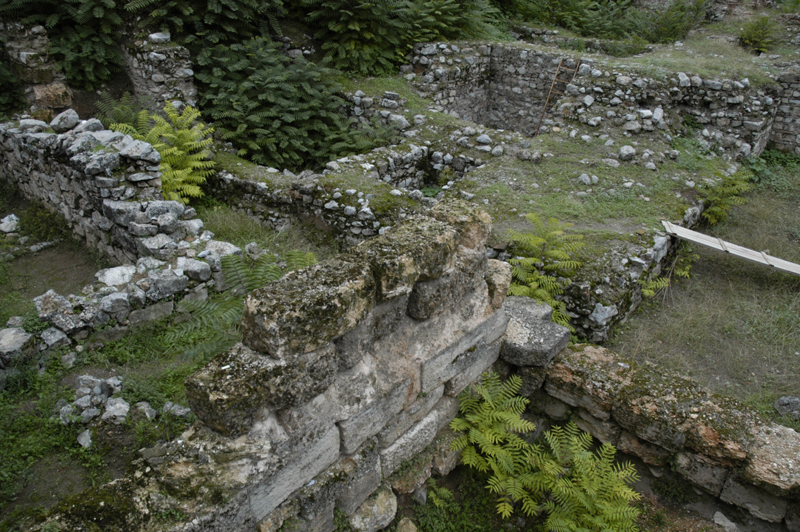
Ruinele Tebei

După restabilirea vasalității ilirilor, tracilor și celorlalte cetăți grecești, Teba a rămas singurul oraș ce a refuzat să recunoască stăpânirea Macedoniei asupra Balcanilor. În decembrie 335 î.Hr., Alexandru va înfrunta oștile tebane în bătălia de la Teba, deși a trimis nenumărați soli basileului pentru a renunța la cauza sa. Conducătorul Atenei, Demostene, un înverșunat inamic a lui Filip, a trimis cetații din Beoția arme, dar nu și soldați, iar spartanii au fost trimiși să apere istmul Corint.
Adunarea Bătrânilor Tebani au dorit cu entuziasm război cu Alexandru, în ciuda reușitelor campanilor din nord ale Macedoniei și refuzului polisurilor să se alăture luptei. 
Alexandru și-a împărțit armata în trei, prima, condusă însuși de el, avea ca scop distrugerea palisadei. A doua trebuia să înfrunte infanteria tebană, iar cel de-al treilea detașament era o rezervă. Teba s-a organizat astfel, cavaleria apăra palisadele, infanteria era formată și din sclavi emancipați pentru a lupta până la ultimul om. Femeile și copiii au fost adăpostiți în templele din interiorul orașului.
Când lupta a început, tebanii au luptat vitejește temându-se pentru cetate, soțiile și copiii lor. Bătălia a durat ceva timp, dar strategia militară a lui Alexandru nu a dat greș. Așadar, soldații Tebei s-au refugiat în oraș realizând imposibilitatea apărării zidurilor, unde lupta finală a continuat pentru scurt timp.
Această înfrângere a Tebei a avut un efect devastator. Cetatea greacă  a fost incendiată, 6.000 de tebani au murit, iar 30.000 au fost vânduți ca sclavi.

## Urmări
Odată cu înfrângerea Tebei, ordinea anterioară asasinării lui Filip al II-lea s-a restabilit, Macedonia și-a recuperat posesiunile și vasalii. Pacificarea Balcanilor i-a asigurat spatele lui Alexandru de a putea ataca anul viitor (334 î.Hr.) Imperiul Persan, creând cel mai mare imperiu la vreme aceea, cu o suprafață de 5,2 milioane de km2.